# Ronde van Polen 2022
De 79e editie van de wielerwedstrijd Ronde van Polen vond in 2022 plaats van 30 juli tot en met 5 augustus. De start vond plaats in Kielce en de finish was in Krakau. De ronde maakte deel uit van de UCI World Tour 2022. Titelhouder was de Portugees João Almeida; hij werd opgevolgd door de Brit Ethan Hayter.

## Deelnemende ploegen
Naast de achttien World Tour teams namen vier Pro Continentale teams en een nationale selectie deel. Elk team nam met zeven renners deel, behalve Jumbo-Visma, dat met zes renners startte. Dit bracht het totaal aantal deelnemers op 160.

## Etappeoverzicht
| etappe | datum      | start     | finish              | afstand  | type                | winnaar          | Leider           |
| ------ | ---------- | --------- | ------------------- | -------- | ------------------- | ---------------- | ---------------- |
| 1      | 30 juli    | Kielce    | Lublin              | 218,8 km | Vlakke rit          | Olav Kooij       | Olav Kooij       |
| 2      | 31 juli    | Chełm     | Zamość              | 205,6 km | Vlakke rit          | Gerben Thijssen  | Jonas Abrahamsen |
| 3      | 1 augustus | Kraśnik   | Przemyśl            | 237,9 km | Heuvelrit           | Sergio Higuita   | Sergio Higuita   |
| 4      | 2 augustus | Lesko     | Sanok               | 179,4 km | Heuvelrit           | Pascal Ackermann | Sergio Higuita   |
| 5      | 3 augustus | Łańcut    | Rzeszów             | 178,1 km | Heuvelrit           | Phil Bauhaus     | Sergio Higuita   |
| 6      | 4 augustus | Nowy Targ | Bukowina Tatrzańska | 11,8 km  | Individuele tijdrit | Thymen Arensman  | Ethan Hayter     |
| 7      | 5 augustus | Skawina   | Krakau              | 177,8 km | Heuvelrit           | Arnaud Démare    | Ethan Hayter     |

## Klassementenverloop
| Etappe       | Winnaar          | Algemeen klassement · | Puntenklassement · | Bergklassement · | Strijdlustklassement · | Ploegenklassement |
| ------------ | ---------------- | --------------------- | ------------------ | ---------------- | ---------------------- | ----------------- |
| 1            | Olav Kooij       | Olav Kooij            | Olav Kooij         | Jonas Abrahamsen | Patryk Stosz           | AG2R Citroën Team |
| 2            | Gerben Thijssen  | Jonas Abrahamsen      | Olav Kooij         | Jonas Abrahamsen | Patryk Stosz           | UAE Team Emirates |
| 3            | Sergio Higuita   | Sergio Higuita        | Olav Kooij         | Michel Hessmann  | Patryk Stosz           | INEOS Grenadiers  |
| 4            | Pascal Ackermann | Sergio Higuita        | Olav Kooij         | Kamil Malecki    | Patryk Stosz           | INEOS Grenadiers  |
| 5            | Phil Bauhaus     | Sergio Higuita        | Arnaud Démare      | Kamil Malecki    | Patryk Stosz           | INEOS Grenadiers  |
| 6            | Thymen Arensman  | Ethan Hayter          | Arnaud Démare      | Kamil Malecki    | Patryk Stosz           | INEOS Grenadiers  |
| 7            | Arnaud Démare    | Ethan Hayter          | Arnaud Démare      | Jarrad Drizners  | Patryk Stosz           | INEOS Grenadiers  |
| 0Eindstanden | 0Eindstanden     | Ethan Hayter          | Arnaud Démare      | Jarrad Drizners  | Patryk Stosz           | INEOS Grenadiers  |

Mannen: 1928 · 
1929 · 
1930-1932 · 
1933 · 
1934-1936 · 
1937 · 
1938 · 
1939 · 
1940-1946 · 
1947 · 
1948 · 
1949 · 
1950-1951 · 
1952 · 
1953 · 
1954 · 
1955 · 
1956 · 
1957 · 
1958 · 
1959 · 
1960 · 
1961 · 
1962 · 
1963 · 
1964 · 
1965 · 
1966 · 
1967 · 
1968 · 
1969 · 
1970 · 
1971 · 
1972 · 
1973 · 
1974 · 
1975 · 
1976 · 
1977 · 
1978 · 
1979 · 
1980 · 
1981 · 
1982 · 
1983 · 
1984 · 
1985 · 
1986 · 
1987 · 
1988 · 
1989 · 
1990 · 
1991 · 
1992 · 
1993 · 
1994 · 
1995 · 
1996 · 
1997 · 
1998 · 
1999 · 
2000 · 
2001 · 
2002 · 
2003 · 
2004 · 
2005 · 
2006 · 
2007 · 
2008 · 
2009 ·
2010 ·
2011 ·
2012 ·
2013 ·
2014 ·
2015 ·
2016 ·
2017 ·
2018 ·
2019 ·
2020 · 2021 · 2022 · 2023 · 2024 · 2025
Vrouwen: 1998 · 1999 · 2000 · 2001 · 2002 · 2003 · 2004 · 2005 · 2006 · 2007 · 2008 · 2009-2015 · 2016 · 2017-2023 · 2024 · 2025
Ronde van de Verenigde Arabische Emiraten ·
Omloop Het Nieuwsblad ·
Strade Bianche ·
Parijs-Nice · 
Tirreno-Adriatico · 
Milaan-San Remo ·
Ronde van Catalonië ·
Driedaagse Brugge-De Panne ·
E3 Saxo Bank Classic ·
Gent-Wevelgem ·
Dwars door Vlaanderen ·
Ronde van Vlaanderen ·
Ronde van het Baskenland ·
Amstel Gold Race ·
Parijs-Roubaix ·
Waalse Pijl ·
Luik-Bastenaken-Luik ·
Ronde van Romandië ·
Eschborn-Frankfurt ·
Ronde van Italië ·
Critérium du Dauphiné ·
Ronde van Zwitserland ·
Ronde van Frankrijk ·
Clásica San Sebastián ·
Ronde van Polen ·
BEMER Cyclassics ·
Bretagne Classic ·
Benelux Tour ·
Ronde van Spanje ·
GP van Quebec · 
GP van Montreal · 
Ronde van Lombardije ·
Ronde van Guangxi ·